# Caluso
Caluso é uma comuna italiana da região do Piemonte, província de Turim, com cerca de 7.135 habitantes. Estende-se por uma área de 39 km², tendo uma densidade populacional de 183 hab/km². Faz fronteira com San Giorgio Canavese, Candia Canavese, Barone Canavese, Mazzè, Foglizzo, Montanaro, Chivasso.

## Demografia
| Variação demográfica do município entre 1861 e 2011                               |
|                                                                                   |
| Fonte: Istituto Nazionale di Statistica (ISTAT) - Elaboração gráfica da Wikipedia |